# جان برن (ورزشکار)
جان برن (انگلیسی: John Burn; ۲۵ ژوئن ۱۸۸۴ – ۲۸ اوت ۱۹۵۸) قایقران روئینگ اهل بریتانیا بود.